# Kvartær
Kvartærtiden ((latin): quartarius for den fjerde) er den seneste geologiske periode, der veksler mellem istider og mellemistider. Perioden løber stadig, så vi lever i kvartærtiden, geologisk set. Aflejringer i denne yngste, geologiske tid kaldes derfor også for "kvartære" aflejringer, og foregår stadig. Starten på Kvartær er i Nordeuropa defineret ved Gauss-Matuyama polvendingen (2,588 Ma).
Termen Kvartær blev brugt første gang i 1759 af den italienske geolog Giovanni Arduino.
Den alleryngste del af kvartærtiden kan opdeles arkæologisk; ældre stenalder, yngre stenalder osv., eller i klima/pollenzoner.
Betegnelsen Kvartær anerkendes stadig af den Internationale Stratigrafiske Kommission (ICS). Kvartær efterfølger den Neogene periode. Kvartærs status var til urafstemning ved Subcommission on Quaternary Stratigraphy (SQS) mødet i Oslo i 2008. Resultatet blev at alderen Gelasien med de 'pliocæne istider' blev flyttet fra Pliocæn til Pleistocæn.

## Inddeling af Kvartærtiden
| Tid               | Istid      | Mellemistid | Start*        | Alperne | USA       |
| ----------------- | ---------- | ----------- | ------------- | ------- | --------- |
| Holocæn           |            | Flandern    | 10.000 14C år |         |           |
| Sen Pleistocæn    | Weichsel   |             | 117 ka        | Würm    | Wisconsin |
| "                 |            | Eem         | 130 ka        |         |           |
| Mellem Pleistocæn | Saale      |             | 390 ka        | Riss    |           |
| "                 |            | Holsten     | 410 ka        |         |           |
| "                 | Elster     |             | 490 ka        | Mindel  |           |
| "                 |            | Cromer      | 780 ka        |         |           |
| Tidlig Pleistocæn | Menap      |             | 1,24 Ma       | Günz    |           |
| "                 |            | Waal        | 1,44 Ma       |         |           |
| "                 | Eburon     |             | 1,6 Ma        |         |           |
| "                 |            | Tegelen     | 2,0 Ma        |         |           |
| "                 | Prætegelen |             | 2,588 Ma      |         |           |

* 10.000 14C år er kalibreret til 11,55 ka eller år 9.600 f.Kr.
* ka betyder tusinde år siden og Ma betyder millioner år siden.